# From me to u
「from me to u (feat. Poppy)」（フロム・ミー・トゥー・ユー）は、BABYMETALの配信シングル。2025年4月4日にCapitol Recordsから配信された。

## 概要
2025年8月8日発売のアルバム『METAL FORTH』から先行配信楽曲として、2025年4月4日に各種音楽配信サイトで配信された。
フィーチャリングアーティストとして、2025年の第67回グラミー賞最優秀メタルパフォーマンス賞にノミネートしたことでも知られるアメリカの歌手Poppyが参加している。また、コンポーザーとして元Bring Me The HorizonのJordan Fishが参加した。

## 音楽性
「Kawaiiメタルソング」を謳っており、音楽的特徴は「鋭いギターリフと重厚なビートが印象的なポストハードコア / メタルトラック」である。

## チャート成績
オリコンでは、デイリーデジタルシングルランキングで5位、リリース初週の週間デジタルシングルランキングにおいて1506ダウンロードで24位に入った。また、ビルボードジャパンでは、Billboard Japan Download Songsで27位に入った。
アメリカでは、ビルボード全米チャートで、Hard Rock Digital Song Salesで7位、Hot Hard Rock Songsで9位に入った。
イギリスのシングル・ダウンロード・チャートで63位、シングル・セールス・チャートで65位に入ったた。

## ミュージック・ビデオ
ミュージック・ビデオは、2025年4月4日の配信と同日にBABYMETALの公式YouTubeチャンネルで公開された。監督はクリエイティブチームVANLIのTAKUYA OYAMAが務めた。
「BABYMETALのダンスパフォーマンスと未来都市を融合させたコンセプトの作品」とされている。クライマックスでPoppyがドラゴンに姿を変えて登場する。

## ライブ・パフォーマンス
『BABYMETAL UK & EUROPE ARENA TOUR 2025』ツアーで、初日である2025年5月10日のベルギー・ブリュッセル公演にて初披露され、17日のドイツ・ベルリン公演でPoppyとの初共演が実現した。